# Fearow
Fearow (japanski: オニドリル Onidoriru) jedan je od 1025 fiktivnih vrsta Pokémona iz medijske franšize Pokémon, skupa Pokémon videoigara, animiranih serija, manga stripova, knjiga, igraćih karata i drugih medija kojima je tvorac Satoshi Tajiri. Svrha je Fearowa u videoigrama, animiranoj seriji i manga stripovima, kao i svrha ostalih Pokémona, borba s divljim Pokémonima – neukroćenim stvorenjima koje igrači i likovi pronalaze dok kreću na razne avanture – i pripitomljenim Pokémonima drugih Pokémon trenera.

## Etimologijaimena
Ime Fearow kombinacija je engleskih riječi "fear" = strah, i "sparrow" = vrabac.
Njegovo japansko ime može se protumačiti kao 鬼ドリル, vražje svrdlo, iako je vrijedno spomena da se prva četiri sloga daju protumačiti kao 鬼鳥 onidori, vražja ptica.

## Pokédex podaci
- Pokémon Red i Blue: Sposoban je održati se u zraku bez odmora zahvaljujući svojim veličanstvenim rasponom krila.
- Pokémon Yellow: Pokémon veoma starog kova. Ako osjeti opasnost, u trenutku će odletjeti.
- Pokémon Gold: Iznenada se zalijeće prema nebesima, a zatim posrće prema tlu kako bi ugrabio plijen.
- Pokémon Silver: Spretno se koristi svojim dugim kljunom kako bi čupao i pojeo malene kukce koji se kriju ispod tla.
- Pokémon Crystal: Koristi se svojim dugim kljunom pri napadanju. Ima iznenađujuće dugačak doseg, pa valja biti oprezan u njegovoj blizini.
- Pokémon Ruby/Sapphire: Fearow je prepoznatljiv po svom vitkom vratu i izduženom kljunu. Savršeno su prilagođeni hvatanju plijena u mulju i vodi. Skladno se koristi svojim dugim kljunom kako bi uhvatio plijen.
- Pokémon Emerald: Fearow je prepoznatljiv po svom vitkom vratu i izduženom kljunu. Savršeno su prilagođeni hvatanju plijena u mulju i vodi. Skladno se koristi svojim dugim kljunom kako bi uhvatio plijen.
- Pokémon FireRed: Sposoban je održati se u zraku bez odmora zahvaljujući svojim veličanstvenim rasponom krila.
- Pokémon LeafGreen: Sa svojim širokim i veličanstvenim krilima, sposoban je održati se u zraku bez potrebe za odmorom.
- Pokémon Diamond/Pearl/Platinum: Posjeduje izdržljivost da se održi u zraku čitav dan uz svoj raspon krila. Napada koristeći se svojim oštrim kljunom.

## U videoigrama
Fearowa je moguće uhvatiti u divljini u pojedinim igrama, no moguće ga je razviti iz Spearowa pri dostizanju 20. razine. Spearow je veoma čest primjer u Pokémon videoigrama, pa je radi toga igraču relativno lako doći do Fearowa ako ga ne želi izravno uhvatiti.
Statistike Fearowa većinom su prosječne, i često ga se može usporediti s ostalim potpuno razvijenim Pokémon pticama (Pidgeot, Noctowl, Swellow, Pelipper i Staraptor) čiji se prvotni oblici relativno lako pronalaze u Pokémon videoigrama. 

## Tehnike
| Prirodne tehnike                | Prirodne tehnike | Prirodne tehnike |
| ------------------------------- | ---------------- | ---------------- |
| Tehnika                         | Vrsta tehnike    | Razina           |
| Čupanje (Pluck)                 | Leteći           |                  |
| Kljucanje (Peck)                | Leteći           |                  |
| Režanje (Growl)                 | Normalni         |                  |
| Opaki pogled (Leer)             | Normalni         |                  |
| Bijesni napad (Fury Attack)     | Normalni         |                  |
| Potjera (Pursuit)               | Mračni           |                  |
| Zračni as (Aerial Ace)          | Leteći           |                  |
| Zrcalno kretanje (Mirror Move)  | Leteći           | 23               |
| Okretnost (Agility)             | Psihički         | 29               |
| Jamstvo (Assurance)             | Mračni           | 35               |
| Lijeganje (Roost)               | Leteći           | 41               |
| Bušenje kljucanjem (Drill Peck) | Leteći           | 47               |

## Statistike
| HP:      | 65  |  |
| Attack:  | 90  |  |
| Defense: | 65  |  |
| Special: | 61  |  |
| SpAtk:   | 61  |  |
| SpDef:   | 61  |  |
| Speed:   | 100 |  |

Statistika Special korištena je samo tijekom prve generacije; kasnije je podijeljenja na Special Attack i Special Defense statistike.

## U animiranoj seriji
Fearow je u Pokémon animiranoj seriji prvi puta viđen u Pokémon centru tijekom epizode Sparks Fly For Magnemite.
Spearow kojeg je Ash napao u prvoj epizodi Pokémon animirane serije razvio se prije epizode Pallet Party Panic. Ashov se Pidgeotto razvio u Pidgeota kako bi ga porazio.
Dva su se Fearowa pojavila pod vlasništvom Tysona, člana Tima Raketa, u epizodama Talkin' 'Bout an Evolution i Rage Of Innocence.
Rico, Pokémon krivolovac, posjeduje Fearowa koji je viđen u epizodi A Poached Ego!.
Gary Oak posjeduje Fearowa, što je vidljivo u njegovom profilu tijekom epizode The Ties That Bind.